# Municipio de Voltaire (Dakota del Norte)
El municipio de Voltaire (en inglés: Voltaire Township) es un municipio ubicado en el condado de McHenry en el estado estadounidense de Dakota del Norte. En el año 2010 tenía una población de 32 habitantes y una densidad poblacional de 0,35 personas por km².

## Geografía
El municipio de Voltaire se encuentra ubicado en las coordenadas 47°58′17″N 100°46′6″O / 47.97139, -100.76833. Según la Oficina del Censo de los Estados Unidos, el municipio tiene una superficie total de 91.78  km², de la cual 90,78  km² corresponden a tierra firme y (1,08 %) 0,99  km² es agua.

## Demografía
Según el censo de 2010, había 32 personas residiendo en el municipio de Voltaire. La densidad de población era de 0,35 hab./km². De los 32 habitantes, el municipio de Voltaire estaba compuesto por el 96,88 % blancos, el 3,13 % eran amerindios. Del total de la población el 0 % eran hispanos o latinos de cualquier raza.